# Rödlmühl
Rödlmühl ist ein Ortsteil der Stadt Rötz im Landkreis Cham des Regierungsbezirks Oberpfalz im Freistaat Bayern.

## Geografie
Rödlmühl liegt am Rödlbach 800 Meter südwestlich der Bundesstraße 22 und 5,5 Kilometer nordwestlich von Rötz.

## Geschichte
Rödlmühl (auch: Redelmühle, Rödelmühle) wurde 1820 als Ortsteil von Pillmersried erwähnt. Pillmersried war geteilt, ein Teil gehörte zu Neunburg vorm Wald, der andere zu Waldmünchen. Rödlmühl gehörte zum Neunburger Teil von Pillmersried, auf den sich auch die weiteren Bemerkungen beziehen.
1820 wurden im Landgericht Neunburg Gemeinden gebildet. Dabei kam Rödlmühl zur Gemeinde Pillmersried. Zur Gemeinde Pillmersried gehörten Pillmersried, Gänsschnabl, Rödlmühl und Saxlmühl.
1972 wurde die Gemeinde Pillmersried (Neunburger und Waldmünchner Teil) und damit auch Rödlmühl nach Rötz eingegliedert.
Rödlmühl gehört zur Pfarrei Thanstein. 1997 hatte Rödlmühl 5 Katholiken.

## Einwohnerentwicklung ab 1838
| Jahr | Einwohner | Gebäude |
| ---- | --------- | ------- |
| 1838 | 3         | 1       |
| 1861 | 6         | k. A.   |
| 1871 | 5         | 2       |
| 1885 | 4         | 1       |
| 1900 | 6         | 1       |
| 1913 | 4         | 1       |

| Jahr | Einwohner | Gebäude |
| ---- | --------- | ------- |
| 1925 | 4         | 1       |
| 1950 | 5         | 1       |
| 1961 | 3         | 1       |
| 1970 | 4         | k. A.   |
| 1987 | 4         | 1       |
| 2011 | 3         | k. A.   |